# Velký Ořechov
Pour les articles homonymes, voir Ořechov.
Velký Ořechov (en allemand : Groß Orzechau, de 1939 à 1945 : Großnußdorf ) est une commune du district et de la région de Zlín, en Tchéquie. Sa population s'élevait à 756 habitants en 2020.

## Géographie
Velký Ořechov se trouve à 13 km au sud de Zlín, à 78 km à l'est de Brno et à 257 km au sud-est de Prague.
La commune est limitée par Doubravy au nord, par Hřivínův Újezd et Kaňovice à l'est, par Dobrkovice et Pašovice au sud, et par Částkov et Kelníky à l'ouest.

## Histoire
La première mention écrite du village date de 1141.

## Transports
Par la route, Velký Ořechov se trouve à 12 km de Uherský Brod, à 17 km de Zlín, à 93 km de Brno et à 311 km de Prague.